# Arnulfo Arias
Arnulfo Arias Madrid, född 15 augusti 1901 i Penonomé i Panama, död 10 augusti 1988 i Miami, Florida, var en panamansk politiker.
Arias var president i Panama tre gånger: juni 1940–oktober 1941, november 1949–maj 1951 och 1–12 oktober 1968. Han avsattes från posten alla tre gångerna.
1964 gifte sig den då 63-årige Arias med den 18-åriga Mireya Moscoso, som vid hans död 1988 tog över ledningen av hans parti, Partido Arnulfista. Moscoso var i sin tur landets president 1999–2004.